# Coleophora cypriacella
Coleophora cypriacella é uma espécie de mariposa do gênero Coleophora pertencente à família Coleophoridae.